# Erotis hesperanthes
Erotis hesperanthes är en fjärilsart som beskrevs av Edward Meyrick 1921. Erotis hesperanthes ingår i släktet Erotis och familjen praktmalar, Oecophoridae. Inga underarter finns listade i Catalogue of Life.